# Гай, Сеймур Джозеф

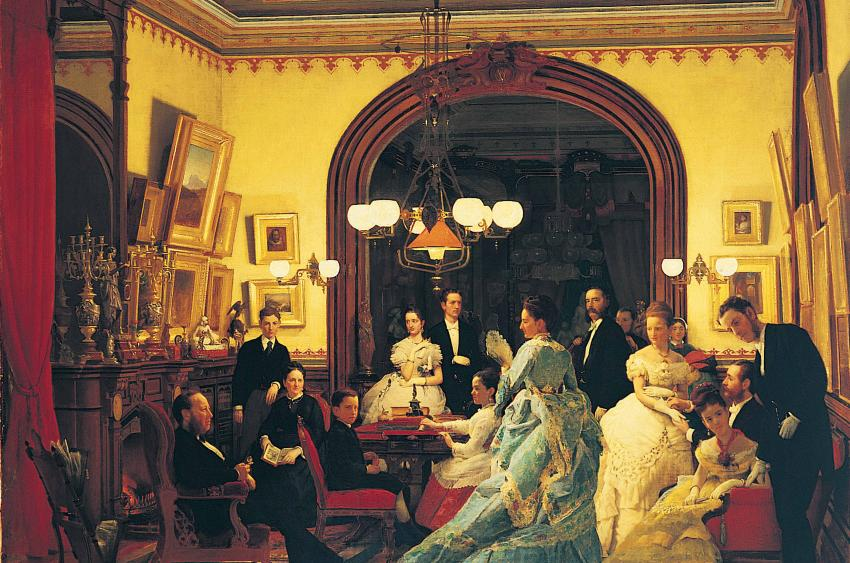
«Собирание оперы» (1874 год)

Сеймур Жозеф Гай (англ. Seymour Joseph Guy; 1824—1910) — американский художник эпохи романтизма.

## Биография
Родился и учился в Лондоне, но впоследствии переехал в Нью-Йорк, где стал известен своими жанровыми работами. В течение четырех лет был учеником портретиста Амброзини Джерома (Ambrosini Jerôme). До своего переезда в Нью-Йорк в 1854 году женился на дочери гравера по имени Анна Мария Барбер. Он был членом клуба Эскиз, где подружился с Джоном Джорджем Брауном. Они оба начали рисовать жанровые работы детей, вероятно, инспирированы своими же, поскольку Гай имел 9 детей.
Умер художник 10 декабря 1910 года в своем доме в Нью-Йорке.